# Nicola Lanza de Cristoforis
Nicola Lanza de Cristoforis (* 19. August 1960 in Mailand) ist ein General der italienischen Luftwaffe. Er nahm als Pilot am Zweiten Golfkrieg und an Operationen im ehemaligen Jugoslawien teil und kommandierte unter anderem die Offizierschule Accademia Aeronautica. Er ist derzeit stellvertretender Befehlshaber des Einsatzführungskommandos der italienischen Streitkräfte.

## Militärische Laufbahn
Lanza de Cristoforis wurde von 1979 bis 1983 an der Accademia Aeronautica in Pozzuoli zum Offizier und daneben auch zum Kampfpiloten ausgebildet, unter anderem in Kanada, und in Italien auf dem Militärflugplatz Amendola. Es folgte die Umschulung auf die Lockheed F-104 auf dem Militärflugplatz Grosseto und kurz danach auf die Panavia Tornado auf dem britischen Flugplatz RAF Cottesmore beim Tri-National Tornado Training Establishment (TTTE). Tornados flog er dann zunächst bei der 156. Staffel im süditalienischen Gioia del Colle; 1990 und 1991 nahm er mit Teilen dieser und Teilen anderer italienischer Tornado-Staffeln an Desert Shield und Desert Storm teil. 1992 wurde er als Fluglehrer zum TTTE nach Cottesmore entsandt. 1995 wurde er im norditalienischen Ghedi erst Chef der Operationsabteilung und dann der 102. Staffel des ebenfalls mit Tornados ausgerüsteten 6. Geschwaders, das auch an Einsätzen im ehemaligen Jugoslawien beteiligt war.
Von 1998 bis 2003 war Lanza de Cristoforis in leitenden Funktionen an der Accademia Aeronautica und im Ausbildungskommando der italienischen Luftwaffe tätig. Von 2003 bis 2005 kommandierte er als Oberst das 6. Geschwader in Ghedi, danach diente er bis 2013 in der Personalabteilung im Luftwaffengeneralstab, die er zuletzt als Brigadegeneral auch leitete. Von 2013 bis 2015 befehligte er in Mailand das Kommando der Kampfverbände und auch die territoriale 1. Luftwaffen-Region, zuletzt als Generalmajor. Danach leitete er von September 2015 bis August 2017 die Accademia Aeronautica in Pozzuoli. Am 9. August 2017 wurde er stellvertretender Befehlshaber des Einsatzführungskommandos der italienischen Streitkräfte in Rom-Centocelle. Als dessen Befehlshaber Admiral Giuseppe Cavo Dragone am 21. Juni 2019 Chef des Admiralstabs wurde, übernahm Lanza de Cristoforis interimistisch das Kommando über das Einsatzführungskommando. Am 24. Oktober 2019 übernahm er von Generalmajor Nicola Zanelli das Streitkräftekommando für Operationen der Spezialkräfte in Rom-Centocelle und leitete dies bis zum 20. Januar 2022. Danach wurde er als Dreisternegeneral wiederum stellvertretender Befehlshaber des Einsatzführungskommandos.
Lanza de Cristoforis absolvierte 1987 und 1988 die Generalstabsausbildung an der (damaligen) Luftkriegsschule in Florenz und 1997 und 1998 den Generalstabslehrgang an der Führungsakademie die Streitkräfte in Rom. Weitere Lehrgänge absolvierte er unter anderem an der NATO-Schule in Oberammergau (1987), an der Naval Postgraduate School in Monterey (2003) und am Royal College for Defense Studies in London (2006). Im Jahr 2012 erwarb er einen Master an der Universität Neapel Federico II, der in Kooperation mit der Accademia Aeronautica vergeben wird.

## Sonstiges
Lanza de Cristoforis ist verheiratet und hat zwei Söhne.